# Preptotheria
Super-ordre
Les préptothériens (Preptotheria) forment un taxon de mammifères euthériens désuet. Ils regroupent la plus grande partie des mammifères. Leur particularité est de posséder un os, l'étrier (ou hyomandibulaire) en forme d'étrier dans le tympan, contrairement aux autres mammifères.